# Óscar Pareja
Óscar Alexander Pareja Gómez (Medellín, 10 agosto 1968) è un allenatore di calcio ed ex calciatore colombiano di ruolo centrocampista, tecnico dell'Orlando City.

## Caratteristiche tecniche

### Giocatore
Giocava come centrocampista centrale.

## Carriera

### Giocatore

#### Club
Pareja debuttò in massima serie colombiana nella stagione 1987 con la maglia dell'Independiente Medellín. Con il club superò le 260 presenze in prima divisione, ottenendo un secondo posto nel campionato 1993. Partecipò, con l'Independiente, alla Coppa Libertadores 1994. Nel 1995 fu ceduto al Deportivo Cali, con la cui maglia Pareja vinse il titolo nazionale nella stagione 1995-1996. Nel 1998 si trasferì negli Stati Uniti d'America, venendo inizialmente assegnato al New England Revolution. Nel corso della stagione 1998 passò al Dallas Burn: vi rimase per 8 stagioni, venendo nominato miglior giocatore del club nel 2001 e 2002; fu anche incluso nell'MLS Best XI del campionato 2002. Nel 2005 si ritirò dal calcio giocato.

#### Nazionale
Pareja conta 8 presenze in Nazionale colombiana, ottenute tra il 1991 e il 1996; fu convocato per la Copa América 1991, e debuttò nella competizione il 7 luglio contro l'Ecuador a Valparaíso: fu il suo unico incontro in quella Copa América. Giocò poi da titolare in tutte le 3 gare del girone finale contro Cile, Brasile e Argentina.

### Allenatore
Dopo aver ricoperto il ruolo di vice allenatore del Dallas dal 2005 al 2011, nel gennaio 2012 Pareja è stato nominato allenatore del Colorado Rapids.

### Statistiche da allenatore
Statistiche aggiornate al 2 maggio 2025. In grassetto le competizioni vinte.
| Stagione               | Squadra                | Campionato             | Campionato | Campionato | Campionato | Campionato | Coppe nazionali | Coppe nazionali | Coppe nazionali | Coppe nazionali | Coppe nazionali | Coppe continentali | Coppe continentali | Coppe continentali | Coppe continentali | Coppe continentali | Altre coppe | Altre coppe | Altre coppe | Altre coppe | Altre coppe | Totale | Totale | Totale | Totale | % Vittorie | Piazzamento |
| Stagione               | Squadra                | Comp                   | G          | V          | N          | P          | Comp            | G               | V               | N               | P               | Comp               | G                  | V                  | N                  | P                  | Comp        | G           | V           | N           | P           | G      | V      | N      | P      | %          | Piazzamento |
| ---------------------- | ---------------------- | ---------------------- | ---------- | ---------- | ---------- | ---------- | --------------- | --------------- | --------------- | --------------- | --------------- | ------------------ | ------------------ | ------------------ | ------------------ | ------------------ | ----------- | ----------- | ----------- | ----------- | ----------- | ------ | ------ | ------ | ------ | ---------- | ----------- |
| 2012                   | Colorado Rapids        | MLS                    | 34         | 11         | 4          | 19         | USOC            | 2               | 1               | 0               | 1               | -                  | -                  | -                  | -                  | -                  | -           | -           | -           | -           | -           | 36     | 12     | 4      | 20     | 33,33      | 14°         |
| 2013                   | Colorado Rapids        | MLS                    | 34+1       | 14         | 9          | 11+1       | USOC            | 1               | 0               | 0               | 1               | -                  | -                  | -                  | -                  | -                  | -           | -           | -           | -           | -           | 36     | 14     | 9      | 13     | 38,89      | 8°          |
| Totale Colorado Rapids | Totale Colorado Rapids | Totale Colorado Rapids | 68+1       | 25         | 13         | 30+1       |                 | 3               | 1               | 0               | 2               |                    | -                  | -                  | -                  | -                  |             | -           | -           | -           | -           | 72     | 26     | 13     | 33     | 36,11      |             |
| 2014                   | FC Dallas              | MLS                    | 34+3       | 16+1       | 6+2        | 12         | USOC            | 3               | 2               | 1               | 0               | -                  | -                  | -                  | -                  | -                  | -           | -           | -           | -           | -           | 40     | 19     | 9      | 12     | 47,50      | 6°          |
| 2015                   | FC Dallas              | MLS                    | 34+4       | 18         | 6+2        | 10+2       | USOC            | 2               | 1               | 0               | 1               | -                  | -                  | -                  | -                  | -                  | -           | -           | -           | -           | -           | 40     | 19     | 8      | 13     | 47,50      | 2°          |
| 2016                   | FC Dallas              | MLS                    | 34+2       | 17+1       | 9          | 8+1        | USOC            | 5               | 4               | 1               | 0               | -                  | -                  | -                  | -                  | -                  | -           | -           | -           | -           | -           | 41     | 22     | 10     | 9      | 53,66      | 1°          |
| 2017                   | FC Dallas              | MLS                    | 34         | 11         | 13         | 10         | USOC            | 3               | 2               | 0               | 1               | CCL                | 8                  | 4                  | 2                  | 2                  | -           | -           | -           | -           | -           | 45     | 17     | 15     | 13     | 37,78      | 13°         |
| 2018                   | FC Dallas              | MLS                    | 34+1       | 16         | 9          | 9+1        | USOC            | 2               | 1               | 0               | 1               | CCL                | 2                  | 1                  | 0                  | 1                  | -           | -           | -           | -           | -           | 39     | 18     | 9      | 12     | 46,15      | 6°          |
| Totale Dallas          | Totale Dallas          | Totale Dallas          | 170+10     | 78+2       | 43+4       | 49+4       |                 | 15              | 10              | 2               | 3               |                    | 10                 | 5                  | 2                  | 3                  |             | -           | -           | -           | -           | 205    | 95     | 51     | 59     | 46,34      |             |
| gen.-lug. 2019         | Club Tijuana           | LMX                    | 17+2       | 9          | 1          | 7+2        | CmX             | 7               | 3               | 2               | 2               | LC                 | 1                  | 0                  | 1                  | 0                  | -           | -           | -           | -           | -           | 27     | 12     | 4      | 11     | 44,44      | 8°          |
| ago.-dic. 2019         | Club Tijuana           | LMX                    | 18         | 7          | 3          | 8          | CmX             | 4               | 3               | 0               | 1               | -                  | -                  | -                  | -                  | -                  | -           | -           | -           | -           | -           | 22     | 10     | 3      | 9      | 45,45      | 11°         |
| Totale Club Tijuana    | Totale Club Tijuana    | Totale Club Tijuana    | 35+2       | 16         | 4          | 15+2       |                 | 11              | 6               | 2               | 3               |                    | 1                  | 0                  | 1                  | 0                  |             | -           | -           | -           | -           | 49     | 22     | 7      | 20     | 44,90      |             |
| 2020                   | Orlando City           | MLS                    | 20+2       | 9          | 7+1        | 4+1        | -               | -               | -               | -               | -               | -                  | -                  | -                  | -                  | -                  | MisB        | 7           | 4           | 2           | 1           | 29     | 13     | 10     | 6      | 44,83      | 5°          |
| 2021                   | Orlando City           | MLS                    | 34+1       | 13         | 12         | 9+1        | -               | -               | -               | -               | -               | LC                 | 1                  | 0                  | 0                  | 1                  | -           | -           | -           | -           | -           | 36     | 13     | 12     | 11     | 36,11      | 10°         |
| 2022                   | Orlando City           | MLS                    | 34+1       | 14         | 6          | 14+1       | USOC            | 6               | 4               | 2               | 0               | -                  | -                  | -                  | -                  | -                  | -           | -           | -           | -           | -           | 41     | 18     | 8      | 15     | 43,90      | 13°         |
| 2023                   | Orlando City           | MLS                    | 34+3       | 18+2       | 9          | 7+1        | USOC            | 1               | 0               | 0               | 1               | CCL                | 2                  | 0                  | 2                  | 0                  | LC          | 3           | 1           | 1           | 1           | 43     | 21     | 12     | 10     | 48,84      | 2°          |
| 2024                   | Orlando City           | MLS                    | 34+5       | 15+2       | 7+1        | 12+2       | -               | -               | -               | -               | -               | CCC                | 4                  | 2                  | 1                  | 1                  | LC          | 3           | 1           | 2           | 0           | 46     | 20     | 11     | 15     | 43,48      | 9°          |
| 2025                   | Orlando City           | MLS                    | 12         | 4          | 6          | 2          | USOC            | 1               | 1               | 0               | 0               | -                  | -                  | -                  | -                  | -                  | LC          | -           | -           | -           | -           | 13     | 5      | 6      | 2      | 38,46      |             |
| Totale Orlando City    | Totale Orlando City    | Totale Orlando City    | 168+12     | 73+4       | 47+2       | 48+6       |                 | 8               | 5               | 2               | 1               |                    | 7                  | 2                  | 3                  | 2                  |             | 13          | 6           | 5           | 2           | 208    | 90     | 59     | 59     | 43,27      |             |
| Totale Carriera        | Totale Carriera        | Totale Carriera        | 466        | 198        | 113        | 155        |                 | 37              | 22              | 6               | 9               |                    | 18                 | 7                  | 6                  | 5                  |             | 13          | 6           | 5           | 2           | 534    | 233    | 130    | 171    | 43,63      |             |

## Palmarès

### Giocatore
- Campionato colombiano: 1

Deportivo Cali: 1995-1996

### Allenatore

#### Club
- Lamar Hunt U.S. Open Cup: 2

Dallas: 2016
Orlando City: 2022
- MLS Supporters' Shield: 1

Dallas: 2016

#### Individuale
- Miglior allenatore della Major League Soccer: 1

2016